# ひまわりの里

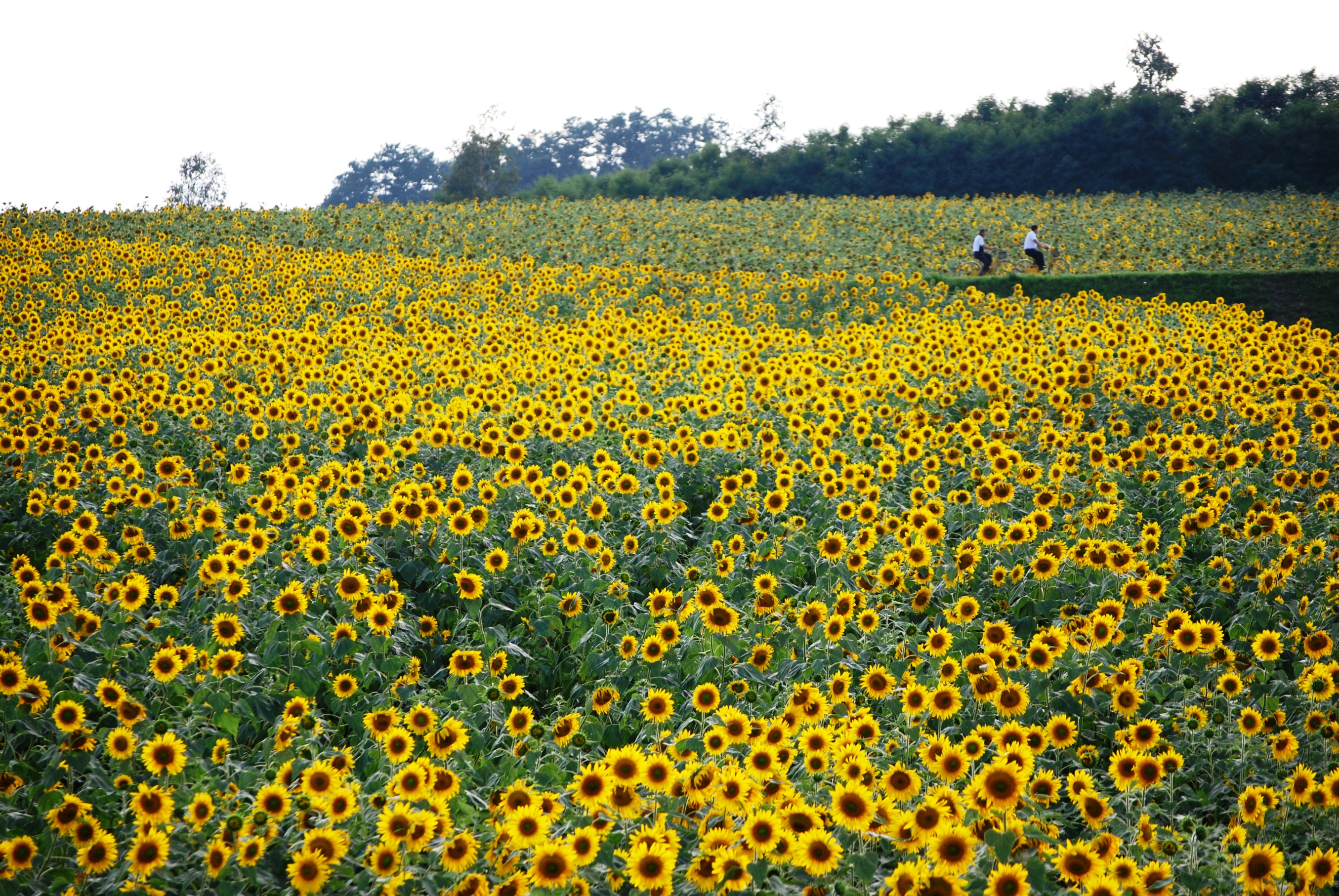
ひまわりの里

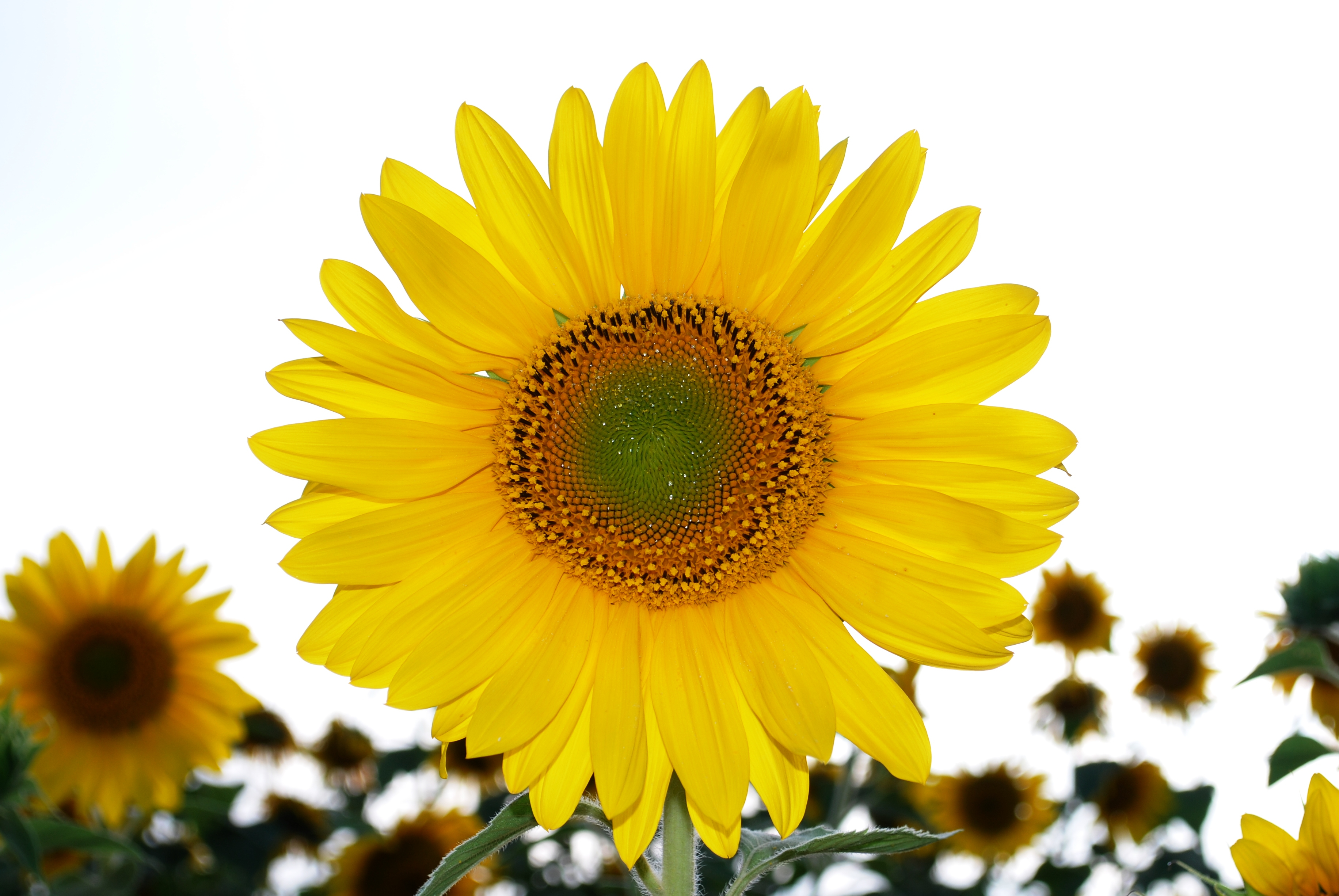
ひまわりの里のヒマワリ

ひまわりの里（ひまわりのさと）は、北海道雨竜郡北竜町にある観光名所。北竜町のヒマワリ作付面積は日本最大規模を誇り、ヒマワリを中心とした町づくり及び観光産業として1989年に造成された。

## 観光
7月中旬頃から8月中旬にかけて国内最大級23.13ヘクタールのひまわり畑を楽しむことが出来る。
なだらかな丘一面が150万本のヒマワリで彩られ、光あふれる夏の風景が広がる。一斉に咲く最も旬な時期は8月上旬。

入場自体は通年24時間可能（ただし降雪期は実質不可能）かつ無料。しかし、売店や遊覧車などの営業は、ひまわりの開花時期に開かれる「ひまわりまつり」期間中のみである。
- ひまわり観光センター（開館期間 7月中旬から8月下旬） - 観光情報の提供や特産品を販売する中心施設。
- ひまわりまつり（開催期間 7月中旬から8月下旬）
  - ひまわり迷路 - 毎年ごとのテーマワードに基づいたデザイン迷路と、合鴨の池が併設された迷路の二種類がある。1人300円。
  - ひまわり自転車 - 広い畑内を走れる。貸し出しは1時間100円。
  - 遊覧車「ひまわり号」 - トラクター牽引の遊覧車で、専用の砂利道を一周する。1人500円（子供300円）。
  - 世界のひまわりコーナー - 世界のひまわり30種を鑑賞できる。北竜中学校の生徒が育てている。

北海道観光振興機構の平成28年度調査によると、台湾・韓国のSNSを調査した結果、投稿数は少ないながら、台湾からの観光客は、ひまわりの里を最も高く評価した。

## 歴史
- 1987年(昭和62年) - 第１回ひまわりまつりを開始[3]
- 1989年(平成元年) - ひまわりの里誕生[3]
- 1991年 - 世界のひまわりコーナー設置[3]
- 1997年 - ひまわり観光センター設置[3]
- 1998年 - ひまわりの里を13ヘクタールに拡大[3]
- 2006年 - 手づくり郷土賞（地域整備部門）受賞[4]
- 2006年 - ひまわりの里を23.13ヘクタールに拡大[3]
- 2016年 1月28日- 地方創生総合戦略事業の一環として、北竜町産のひまわり油の再生について検討する「北竜町ひまわり油再生協議会」が設立された[5]。
- 2016年 4月- 2003年に生産を中止した特産ヒマワリ油を、食用油大手の日清オイリオグループ（東京）と連携し、復活へ[6]。
- 2016年 8月- ひまわりの里の夜間ライトアップをクラウドファンディングを活用する計画であったが、「光害」との批判で見送った[7]。
- 2017年 2月- 日清オイリオグループと連携したひまわり油、「燦燦（さんさん）ひまわり油」を発売し、その商品発表会を2月13日（月）に札幌市内のホテルで開催した[8]。

## アクセス
- 深川留萌自動車道 - 沼田ICから約8km。北竜ひまわりICから13km。
- 道央自動車道 - 滝川ICから国道38号経由国道275号で約28km。

- 北海道中央バス - 「北竜中学校」下車徒歩6分。「滝川北竜線」滝川バスターミナルから所要38分、「北竜線」深川市立病院から所要32分。また、「ひまわりまつり」期間中は、高速バス「高速るもい号」滝川経由便も臨時停車する（札幌駅前ターミナル発は降車のみ、留萌ターミナル発は乗車のみ）。

## 周辺
- 道の駅サンフラワー北竜